# Herz-Jesu-Stadtpfarrkirche (Bad Kissingen)
| Herz-Jesu-Stadtpfarrkirche, Bad Kissingen | Herz-Jesu-Stadtpfarrkirche, Bad Kissingen |
| ----------------------------------------- | ----------------------------------------- |
| Die Herz-Jesu-Kirche                      |                                           |
| Ort                                       | Bad Kissingen                             |
| Konfession                                | römisch-katholisch                        |
| Diözese                                   | Bistum Würzburg                           |
| Patrozinium                               | Heiligstes Herz Jesu                      |
| Baujahr                                   | 1881–1884                                 |
| Bautyp                                    |                                           |
| Funktion                                  | Pfarrkirche                               |

Die Herz-Jesu-Kirche ist eine römisch-katholische Kirche im Stadtzentrum der bayerischen Kurstadt Bad Kissingen (Adresse: Von-Hessing-Straße 8). Sie ist die Stadtpfarrkirche des Ortes, gehört zu den Bad Kissinger Baudenkmälern und ist unter der Nummer D-6-72-114-110 in der Bayerischen Denkmalliste registriert. Der Turm der Kirche ist 67 Meter hoch.

## Geschichte

### Planung
Da die im 14. Jahrhundert erbaute Kissinger Jakobuskirche nicht für die immer stärker wachsenden Zahl von Kurgästen ausgelegt war, wurde im 19. Jahrhundert ein Kirchenneubau notwendig. Ein entsprechender Antrag wurde jedoch von König Ludwig I. 1844 abgelehnt. Der Ablehnung folgte 1849 unter Zustimmung des Kissinger Pfarrers Georg Josef Jüngling die Genehmigung einer täglichen Messe für Kurgäste.
Da die Jakobuskirche lediglich Platz für 675 Menschen bot, setzte Jünglings Nachfolger, Pfarrer Anton Joseph Gutbrod, sich auf Grund der 4.000 Gottesdienstbesucher (bestehend aus der Kissinger Bevölkerung sowie 300 Kurgästen und deren 500 Dienstboten) vehement für den Bau eines neuen Kirchengebäudes ein und schrieb im Jahr 1857: »Schon seit 1842 sammeln die Kissinger für eine neue Kirche. Die Kirche ruht auf feuchtem Grund und steht auf Wasser. Sie ist feucht und ungesund. Sie ist in enge Straßen eingebaut, ohne Sonne und freie Luft.« Zusätzlich stellte der 1872 verstorbene Hammelburger Privatier und Stiftungsgründer Karl von Hess in seinem Testament 11.000 Gulden zum Erwerb eines Bauplatzes für einen Kirchenbau zur Verfügung; der Betrag ging schließlich an das Bauprojekt für die Herz-Jesu-Kirche.
Die Genehmigung für den Bau der Herz-Jesu Stadtpfarrkirche erfolgte schließlich im Jahre 1860 unter König Maximilian II. Joseph. Die Ausführung der genehmigten Bauarbeiten verzögerte sich jedoch, als der zuständige Würzburger Kreisbaumeister Klock und König Maximilian II. starben. Als dann der Preußisch-Deutsche Krieg von 1866 ausbrach, sah sich die Regierung »wegen der ungünstigen Zeitumstände« außerstande, den Bau zu finanzieren.

### Bau und Weihe

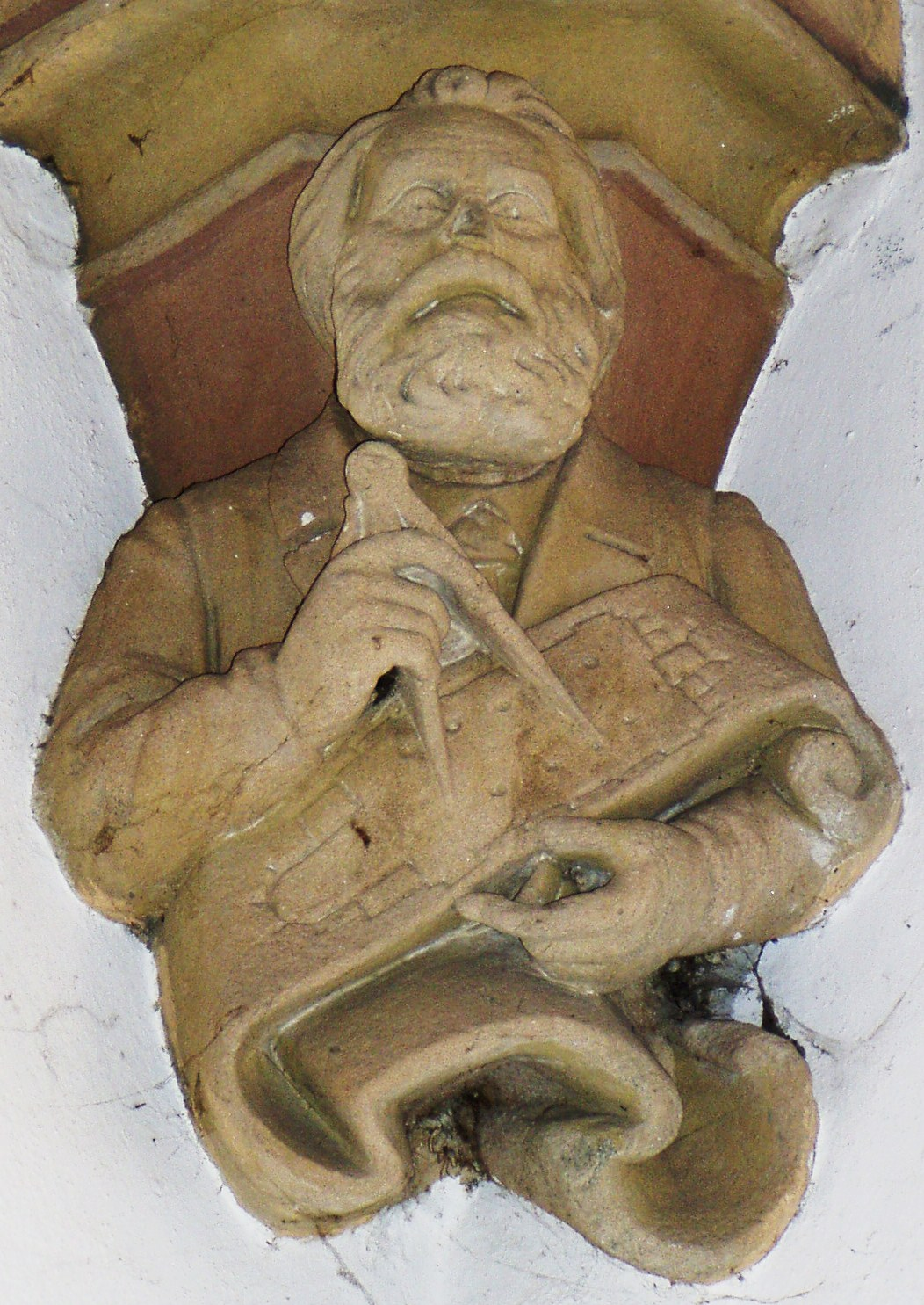
Büste von Baumeister Andreas Lohrey am Eingang der Herz-Jesu-Kirche

In den 1870er-Jahren gab es auf Grund erneut angestiegener Kurgastzahlen (9.000 Kurgäste und 1.000 Dienstboten) unter Pfarrer Andreas Dietz einen weiteren Anlauf zu einem Kirchenneubau, der schließlich von Ludwig II. genehmigt wurde. Am 12. Januar 1881 erfolgte der erste Spatenstich; finanziert wurden die Bauarbeiten unter anderem durch eine Prämienlotterie. Die „Neue Würzburger Zeitung“ versuchte, gegen den aus »Gewinkel von Häusern, Ställen und Misthaufen« bestehenden Bauplatz für die neue Kirche Stimmung zu machen, und warf der Kirchenverwaltung vor, der Königlichen Regierung gegenüber den Bauplan gefälscht zu haben. Die Zeitung griff, nachdem ihre Berichterstattung ins Leere lief, schließlich Mitglieder der Kirchenverwaltung öffentlich an. Auf Grund der Unterstellung unlauterer Methoden bei der Bauplanung und der Durchführung der Lotterie wurde der verantwortliche Redakteur am 15. November 1881 zu einer Geldstrafe von 15 Mark verurteilt.
Am Samstag, dem 25. März 1882 erfolgte die Grundsteinlegung. Die Errichtung der Kirche unter Leitung des Baumeisters Andreas Lohrey basierte auf Plänen des Münchener Architekten Karl von Leimbach im neugotischen Stil. Die von Georg Dengler entworfenen Altäre wurden unter anderem von Valentin Weidner umgesetzt, der für den Kirchenbau einen Teil seines Grundstücks hatte abtreten müssen, auf dem sich sein Künstleratelier befand. (Am Standort von Weidners Atelier befindet sich heute das katholische Pfarrzentrum von Bad Kissingen.) Dengler erhob Einspruch gegen Weidner, da er Weidners Figuren, die ihn an »Mehlsäcke« erinnerten, für »kalt und langweilig« hielt, doch wollte Pfarrer Dietz auf Grund seines Alters und seines Gesundheitszustandes keine Auseinandersetzung durch die Wahl eines neuen Künstlers provozieren. Weidner porträtierte Stadtpfarrer Andreas Dietz, Architekt von Leimbach und Bauleiter Anton Hurt sowie sich selbst mit Büsten im Haupteingang der Kirche. Das von Weidner gestaltete Tympanon über dem Hauptportal symbolisiert die Bibelworte „Kommet alle zu mir, die ihr mühselig und beladen seid!“. Weidners Tympanon über dem südlichen Seitenportal stellt das Opfer Melchisedeks sowie jenes über dem nördlichen Seitenportal die Opferung Isaaks dar. Die Fenster wiederum wurden vom Wiener Künstler Johannes Klein (1823–1883) entworfen. Die neue Kirche bekam zwei Glocken der Jakobuskirche in den Tönen dis1 und fis1, gegossen von der Firma Lotter in Bamberg 1858. Diese wurden um vier Glocken ergänzt, die von den Heidingsfelder Gebrüdern Klaus in den Tönen h1, ais1, gis1 und h0 gegossenen und am 24. August 1884 von Dekan Andreas Dietz geweiht wurden. Die große Glocke wiegt 2573 kg, hat einen Durchmesser von 163 cm und ist auf den Namen Herz Jesu geweiht. Die neue Orgel wurde von Franz Hochrein aus Münnerstadt gebaut und verfügte über 32 Register und etwa 2.000 Pfeifen.
Am 31. August 1884 wurde die Kirche vom Würzburger Bischof Franz Joseph von Stein geweiht. Trotz starken Regenwetters wohnte eine »nach Tausenden zählende Menge« diesem Ereignis bei. Das Pontifikalamt, bei dem Joseph von Schork die Festpredigt hielt, wurde von Bischof Franz Joseph von Stein zelebriert. Die Kirche trägt das Patrozinium vom Herzen Jesu; die Verehrung des Heiligsten Herzens Jesu war gegen Ende des 19. Jahrhunderts sehr verbreitet.

### 1895–1926 (Pfarrer Friedrich Roth)
Im Jahr 1897 besuchte Kaiserin Elisabeth von Österreich-Ungarn während ihrer Kur dieses Jahres einen Sonntagsgottesdienst in der Herz-Jesu-Stadtpfarrkirche. Dabei lehnte sie den eigens für sie reservierten Sitzplatz ab und setzte sich stattdessen in das Kirchenschiff.
Von 1905 bis 1909 fertigte der aus Amorbach stammende Künstler Max Roßmann unter Stadtpfarrer Friedrich Roth zwei Triptychen für die 1907 durch den Kunstausschuss vom Staatsministerium genehmigten Seitenaltäre sowie für Chor und Mittelschiff einen Zyklus von Wandgemälden an. Die Gesamtkosten der Ausmalung beliefen sich auf 40.000 Mark, die zur Hälfte durch Sammlungen unter Kissinger Bürgern, 8.000 Mark durch das Bayerische Staatsministerium, 4.000 Mark durch das Bade-Kommissariat aufgewandt wurden; der Rest der Summe wurde von der Kirchenkasse gedeckt. Pfarrer Friedrich Roth bekam für die Finanzierung des Holzschnitzwerks und der Polychromierung der Seitenaltäre mit Hilfe von Wohltätern die zwei alten Altäre überlassen, die als Geschenk an die Gemeinde Garitz (heute Stadtteil von Bad Kissingen) »für ihre neuerbaute Notkirche« gingen. Zur Enttäuschung der Kirchenverwaltung wurden die Altäre jedoch zerlegt und im Garitzer Gemeindehaus verwahrt. Als Kompromiss durfte Garitz Teile der Altäre aufstellen und über den Rest frei verfügen.
Nachdem das vom Hochstift Würzburg errichtete und 1741 von Balthasar Neumann instandgesetzte Pfarrheim im Jahr 1791 von Johann Philipp Geigel durch einen Neubau ersetzt wurde, bezeichnete der Würzburger Bischof Franz Joseph von Stein im Jahr 1900 den Bau eines neuen Pfarrheimes »als wünschenswert«, scheiterte jedoch an den vielen »Unzufriedene[n], denen das Projekt noch nicht als notwendig erscheint«. So erfolgte lediglich ein Neuanstrich des Pfarrheimes. Im Winter 1918 wurde im Pfarrhaus elektrische Beleuchtung installiert; die dafür nötigen Kosten von 3.000 RM wurden durch Leihe und »Abzahlung im Laufe von 30 Jahren« gedeckt.
Im Jahr 1924 fand zum Zwecke der Instandsetzung der Orgel ein Wohltätigkeitskonzert statt, in dessen Rahmen auch der aus Garitz stammende Opernsänger Baptist Hoffmann mit „Gott sei mir gnädig“ von Felix Mendelssohn Bartholdy und dem „Agnus Dei“ von Wolfgang Amadeus Mozart auftrat.

### 1926–1945 (Pfarrer Albert Susann)
Im Jahr 1936 wurden unter Pfarrer Albert Susann in der Kirche eine Warmluftheizung und ein elektrisches Glockengeläute installiert. Durch die Kürzung der Staatszuschüsse mussten das Amt des Läutemeisters und des Küsters zusammengelegt werden; der bisherige Läutemeister Franz Konrad übernahm von nun an beide Aufgabenbereiche.
Als die Orgel der Kirche im Jahr 1940 auf Grund des Gebläses und einzelner Register ihre Funktionstüchtigkeit verlor, wurde sie von der Plattlinger Firma Michael Weise durch eine neue Orgel ersetzt; die Kosten beliefen sich auf 34.465 RM und wurden teilweise durch Spenden aufgebracht. Im Jahr 1942 erfolgten eine Neuvergoldung des Hochaltars sowie eine Reinigung von Roßmanns Altarbildern an den Haupt- und Nebenaltären; die Gesamtkosten für diese Maßnahmen beliefen sich auf etwa 8.000 RM.
Während des Zweiten Weltkrieges mussten die fünf Glocken der Kirche abgeliefert werden, konnten aber nach Kriegsende von Stadtpfarrer Josef Stürmer zurückgeholt werden.

### 1945–1961 (Dekan Josef Stürmer)

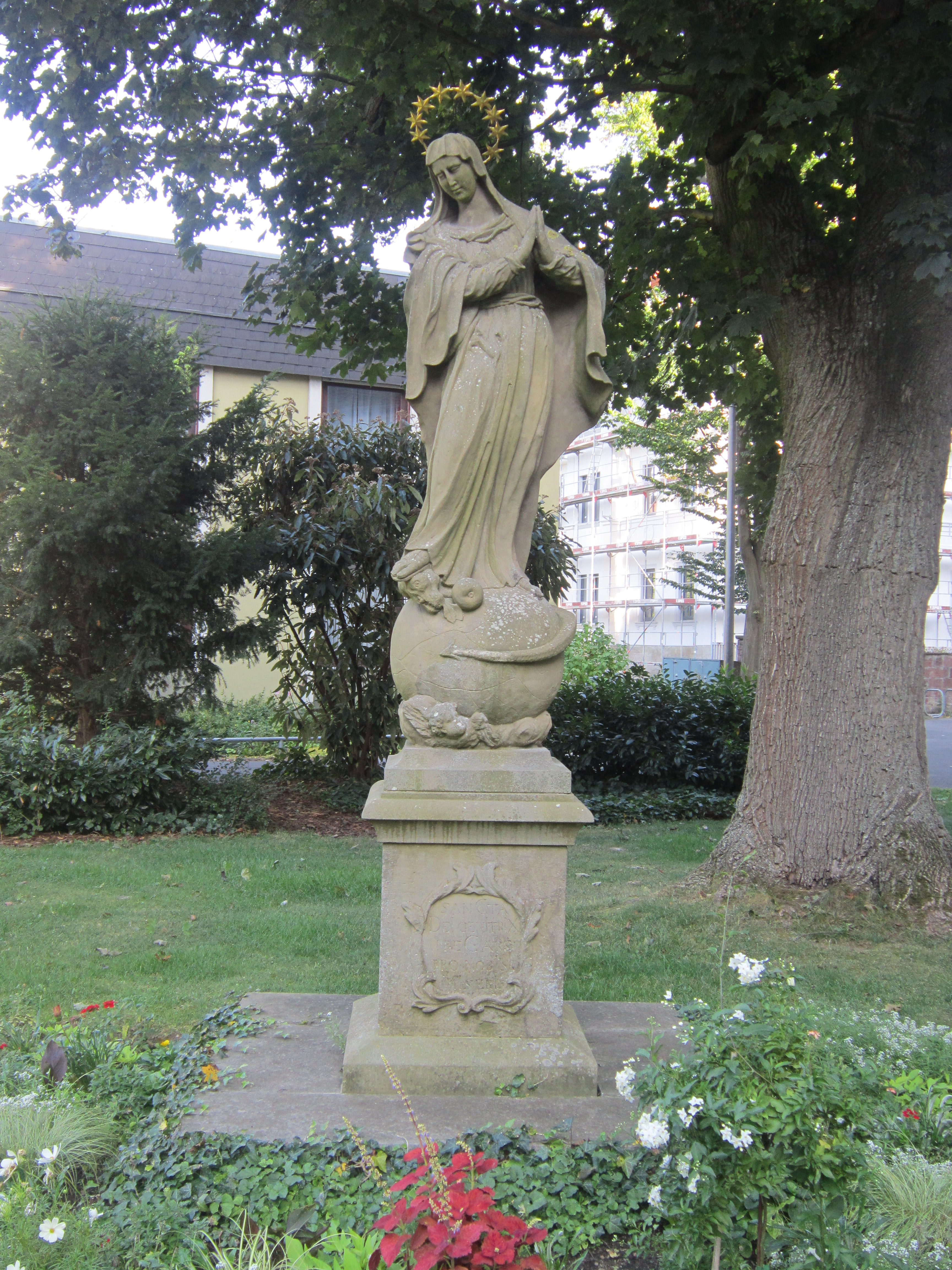
Marienfigur neben der Herz-Jesu-Kirche.

Während seiner ersten Kirchenverwaltungssitzung am 19. September 1945 schlug der neue Stadtpfarrer Josef Stürmer die Einrichtung einer Versammlungsstätte für die Jugend im „Wirtschaftshof“ des Pfarrhauses vor.
In den Jahren 1947 bis 1957 erfolgte unter Pfarrer Stürmer und dem Würzburger Dombaumeister Hans Schädel ein erster Umbau, in dessen Rahmen die neugotischen Elemente der Kirche entfernt wurden. Auf einen Beschluss der Kirchenverwaltung erfolgte eine Tünchung des Kircheninneren. Eine Sachverständigen-Kommission unter Beteiligung von Professor Schmuderer vom Denkmalamt in München, Domkapitular und Kunsthistoriker Eugen Kainz, Dombaumeister Hans Schädel, Kirchenmalermeister Menna und – ab 1948 – auch unter besonderem Einfluss durch Bischof Julius Döpfner, entschied sich für eine Entfernung »der monumentalen Malereien« (gemeint waren die Wandgemälde im Mittelschiff). Der Münchner Professor Robert Rabold ersetzte das Mittelfenster, das nun Christus als guten Hirten im Weinberg darstellte.
Die Umgestaltung der Kirche zog sich auf Grund von Problemen in der Finanzierung bis 1953. Zusätzlich traten am Kirchendach unerwartete Schäden auf, die Reparaturkosten in Höhe von 25.000 DM erforderten. Vom Staatsministeriums für Unterricht und Kultus kam ein Zuschuss in Höhe von 5.000 DM für die Glasfenster. Stiftung Der in New York lebende Bad Kissinger Ehrenbürger John Hugo Kliegl stiftete 10.000 DM. Durch Kliegls Spende war auch eine Umgestaltung des Hochaltares durch den in Randersacker/Würzburg ansässigen Bildhauer Julius Bausewein möglich, der zudem Ambo und Taufstein neu anfertigte. Auf Stadtpfarrer Stürmers Vorschlag vom Februar 1956 hin erneuerte der rheinische Künstler Georg Meistermann mit Unterstützung von Bischof Döpfner die Glasfenster im Kirchenschiff. In den Jahren 1960/1961 folgte ein von Meistermann angefertigter Kreuzweg.
Im September 1947 gelang es Pfarrer Stürmer, die im Zweiten Weltkrieg verloren gegangenen Glocken aus Harburg bei Hamburg wiederzuerlangen. Die verloren gegangenen Klöppel der Glocke wurden durch die in Bornum/Harz ansässige Firma Schwemann ersetzt, so dass die Glocken in dieser Form ab Februar 1948 wieder zum Einsatz kommen konnten.
Die heutige, am Marienplatz neben der Kirche befindliche Marienfigur stammt aus dem Jahr 1716 und wurde im Jahr 1958 neben der Kirche aufgestellt. Vor 1958 befand sich eine im Jahr 1905 vom Bad Kissinger Bildhauer Valentin Weidner geschaffene Marienfigur; diese befindet sich nun am Kapellenfriedhof.

### 1961–1981 (Dekan Wilhelm Zirkelbach)
Im Jahr 1966 ergänzte Dekan Wilhelm Zirkelbach das im Jahr 1791 von Johann Philipp Geigel errichtete Pfarrheim durch Club- und Nebenräume. Doch erforderten neue Aufgaben im sozialen Bereich u. a. der Altenbetreuung und der Kurseelsorge einen Neubau. Entsprechende Pläne konnten ins Auge gefasst werden, als 1973 die Englischen Fräulein die bis dahin genutzten Räumlichkeiten auf dem Grundstück hinter der Stadtpfarrkirche aufgaben.
Im Jahr 1975 konnte, basierend auf den Plänen des Architekten Hans-Joachim Haberland († 1981), mit dem Umbau, der auf Grund des baulichen Zustands der Originalbauten deren teilweisen Abriss erforderlich machte, zum Pfarrheim begonnen werden. Die Einweihung des neuen Pfarrheimes erfolgte durch im Oktober 1976 durch Pfarrer Zirkelbach.

### Nach 1981
2003 wurde die Kirche unter Domkapitular Jürgen Lenssen entsprechend den Vorgaben des Zweiten Vatikanischen Konzils umgestaltet. Die Reliquien der Heiligen Kilian, Burkard, Adalbero und Laurentius wurden an ihren neuen Lageort im Altar verbracht. Im rechten Seitenschiff wurde das von Karl Streit gestiftete Rosenkranzbild des Meisters HS von 1604 angebracht. Im hinteren Teil des rechten Seitenschiffes befindet sich in einer neuen Sandsteinstele das ehemalige Wallfahrtsbild, eine spätgotische Madonna um 1450, aus der Marienkapelle. Unter der Empore und im linken Seitenschiff wurden zwei Skulpturen von Valentin Weidner aufgestellt: eine Herz-Jesu-Statue aus dem Jahre 1884 sowie eine Statue des hl. Antonius von Padua. Den Abschluss des linken Seitenschiffes bildet ein Retabel mit Bronzereliefen der Vierzehn Nothelfer, die Anton Rückel aus München 1963 für die Kirche anfertigte. Abschluss der Renovierung war die feierliche Weihe der Kirche am 7. Dezember 2003 durch Bischof em. Paul-Werner Scheele.

## Architektur
Die Kirche ist in Form einer langgezogenen Basilika mit Einturmfassade und einschiffigem Chor erbaut und weist vereinfachte Merkmale der ausgereiften Neugotik auf.
Dem Westturm ist der klassische oktogonale Glockenaufsatz aufgesetzt. In der hinter dem Wimbergportal befindlichen Vorhalle des Westturms sind Stadtpfarrer Andreas Dietz, Architekt Karl von Leimbach, Bauleiter Anton Hurt und Bildhauer Valentin Weidner (letzterer im Selbstbildnis) die Hauptbeteiligten des Kirchenbaus porträtiert.
Im Inneren befinden sich das kreuzrippengewölbte Langhaus sowie der eingezogene Chor mit Schildbogenprofilen. Die positive Wirkung der Raumeigenschaften wurde durch die Umgestaltung in der Zeit nach dem Zweiten Weltkrieg verstärkt und durch die in dieser Zeit geschaffenen Glasfenster ergänzt. Das rechte Seitenschiff birgt eine Mondsichelmadonna, die um die Mitte des 15. Jahrhunderts entstand, sich ursprünglich in der Bad Kissinger Marienkapelle befand und dann in die Herz-Jesu-Kirche verbracht wurde.

## Ausstattung

### Glasfenster
Die heutigen Glasfenster der Bad Kissinger Herz-Jesu-Kirche entstanden in den 1950er Jahren. Die Glasfenster an der linken und rechten Seite des Kirchenschiffes stammen, wie der Kreuzweg der Kirche, vom Maler Georg Meistermann. Die drei mittleren Chorfenster entstanden von 1949 bis 1953 durch den Münchner Künstler Robert Rabolt.
Die drei mittleren, von Robert Rabolt geschaffenen Chorfenster zeigen:
| Linkes Chorfenster | Mittleres Chorfenster | Rechtes Chorfenster |
| --- | --- | --- |
| Themen aus dem Neuen Testament (von unten nach oben): die Gleichnisse von den klugen und törichten Jungfrauen, vom verlorenen Sohn, vom Barmherzigen Samariter sowie die Begegnung mit den Emmausjüngern | Jesus als Guter Hirte sowie, im unteren Bereich, das Wappen von Bischof Julius Döpfner und seinen bischöflichen Wahlspruch „Wir aber verkünden Christus, den Gekreuzigten“ (aus dem 1. Korintherbrief (1 Kor 1,23 ) | Ereignisse aus dem Alten Testament (von unten nach oben): Noah und die Arche, Abraham und die Opferung seines Sohnes Isaak, das Mannawunder sowie einen Propheten. |

Die von Georg Meistermann geschaffenen Seitenfenster zeigen:
| Linke Seite des Kirchenschiffes (von links nach rechts) | Rechte Seite des Kirchenschiffes (von links nach rechts) |
| ------------------------------------------------------- | -------------------------------------------------------- |
| Dreifaltigkeitsfest                                     | die Verkündigung des Herrn                               |
| Fronleichnam und Herz-Jesu-Fest                         | Advents- und Weihnachtszeit                              |
| Allerheiligen und Allerseelen                           | Österliche Buß(fasten)zeit                               |
| Ende und Vollendung der Welt                            | Ostern und Christi Himmelfahrt                           |
| Mariä Aufnahme in den Himmel                            | Pfingsten                                                |

### Orgel

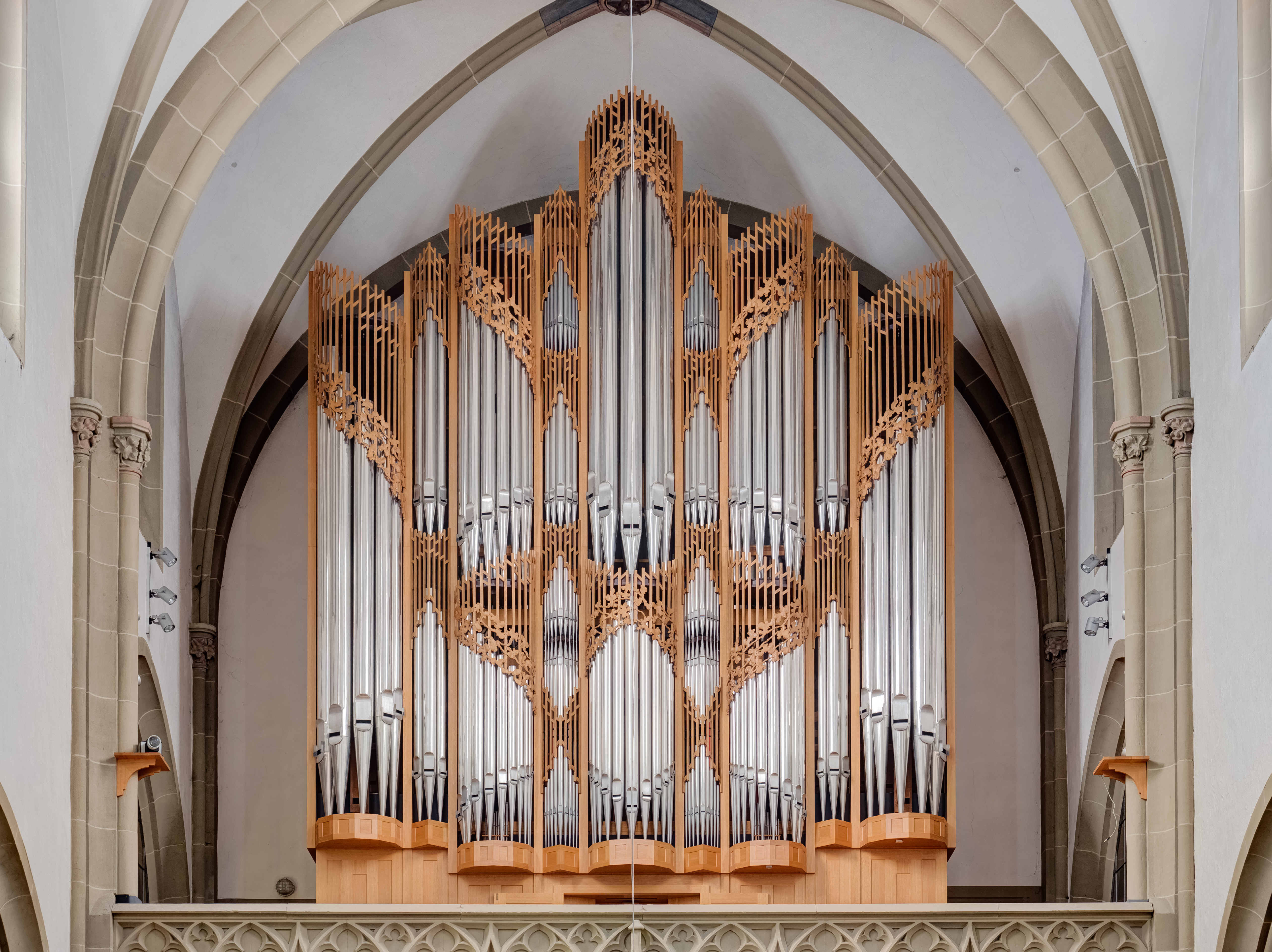
Orgel

Die Orgel wurde 1993 von der Berliner Orgelbauwerkstatt Karl Schuke erbaut. Das Instrument hat 52 Register auf drei Manualen und Pedal. Die Spieltraktur ist mechanisch, die Registertraktur ist elektrisch.
| I Hauptwerk C–g3 |              |       |
| 1.               | Principal    | 16′   |
| 2.               | Octave       | 8′    |
| 3.               | Spielflöte   | 8′    |
| 4.               | Gamba        | 8′    |
| 5.               | Octave       | 4′    |
| 6.               | Nachthorn    | 4′    |
| 7.               | Quinte       | 2 ⁄3′ |
| 8.               | Octave       | 2′    |
| 9.               | Mixtur IV-VI | 2′    |
| 10.              | Scharff IV   | 2⁄3′  |
| 11.              | Trompete     | 8′    |
| 12.              | Trompete     | 4′    |

| II Schwellpositiv C–g3 |                 |       |
| 13.                    | Principal       | 8′    |
| 14.                    | Gedackt         | 8′    |
| 15.                    | Holzflöte       | 8′    |
| 16.                    | Octave          | 4′    |
| 17.                    | Rohrflöte       | 4′    |
| 18.                    | Sesquialtera II | 2 ⁄3′ |
| 19.                    | Blockflöte      | 2′    |
| 20.                    | Larigot         | 1 ⁄3′ |
| 21.                    | Scharff IV      | 1′    |
| 22.                    | Cromorne        | 8′    |
| 23.                    | Vox humana      | 8′    |
|                        | Tremulant       |       |

| III Schwellwerk C–g3 |               |        |
| 24.                  | Bordun        | 16′    |
| 25.                  | Principal     | 8′     |
| 26.                  | Rohrflöte     | 8′     |
| 27.                  | Salicional    | 8′     |
| 28.                  | Vox coelestis | 8′     |
| 29.                  | Octave        | 4′     |
| 30.                  | Traversflöte  | 4′     |
| 31.                  | Nasard        | 2 ⁄3′  |
| 32.                  | Flageolet     | 2′     |
| 33.                  | Terz          | 1 3⁄5′ |
| 34.                  | Mixtur IV     | 2 ⁄3′  |
| 35.                  | Basson        | 16′    |
| 36.                  | Trompete      | 8′     |
| 37.                  | Hautbois      | 8′     |
| 38.                  | Clairon       | 4′     |
|                      | Tremulant     |        |

| Pedalwerk C–f1 |                 |       |
| 39.            | Untersatz       | 32′   |
| 40.            | Principal       | 16′   |
| 41.            | Subbaß          | 16′   |
| 42.            | Bordun          | 16′   |
| 43.            | Octave          | 8′    |
| 44.            | Bordun          | 8′    |
| 45.            | Gemshorn        | 8′    |
| 46.            | Octave          | 4′    |
| 47.            | Gedackt         | 4′    |
| 48.            | Nachthorn       | 2′    |
| 49.            | Rauschpfeife IV | 2 ⁄3′ |
| 50.            | Bombarde        | 16′   |
| 51.            | Trompete        | 8′    |
| 52.            | Schalmei        | 4′    |

- Koppeln:
  - Normalkoppeln: II/I, III/I, III/II, I/P, II/P, III/P
  - Superoktavkoppeln: III/P
- Spielhilfen: 8 x 8 Setzerkombinationen, Registerschweller

### Geläut
Die Glocken wurden zum Teil für die Herz-Jesu-Kirche gegossen, zum Teil aus der Jakobuskirche übernommen. Alle Glocken stammen aus dem 19. Jahrhundert.
| Nr. | Name         | Schlagton | Gewicht | Durchm. | Gussjahr und Glockengießer    |
| --- | ------------ | --------- | ------- | ------- | ----------------------------- |
| 1   | Herz Jesu    | h°        | 2573 kg | 163 cm  | 1884 Gebr. Klaus Heidingsfeld |
| 2   | St. Jakobus  | dis′      | 1306 kg | 129 cm  | 1858 Lotter Bamberg           |
| 3   | St. Maria    | fis′      | 776 kg  | 108 cm  | 1858 Lotter Bamberg           |
| 4   | St. Joseph   | gis′      | 500 kg  | 93 cm   | 1884 Gebr. Klaus Heidingsfeld |
| 5   | St. Wendelin | ais′      | 350 kg  | 83 cm   | 1884 Gebr. Klaus Heidingsfeld |
| 6   | St. Andreas  | h´        | 310 kg  | 80 cm   | 1884 Gebr. Klaus Heidingsfeld |

### Marienbildnis von Hendrick Goltzius
Wenige Jahre nach dem Tod von Karl Streit, von 1875 bis 1900 Pächter der Oberen Saline, stiftete seine Witwe das Marienbildnis Das Rosenkranzbild des Meisters HS von 1604 in der Bad Kissinger Marienkapelle von Hendrick Goltzius für die Herz-Jesu-Stadtpfarrkirche. Eine entsprechende Schenkungs-Urkunde hatte das Ehepaar Streit im Jahr 1884 zur Weihe der Herz-Jesu-Stadtpfarrkirche aufgesetzt. Das Bild wurde 1884 in der Herz-Jesu-Stadtpfarrkirche untergebracht, wobei sich der genaue Standort nicht mehr feststellen lässt.
Stadtheimatpfleger Peter Kaidel hatte die Meinung vertreten, dass das Gemälde im Rahmen der Ausmalung des Innenraums der Herz-Jesu-Stadtpfarrkirche durch Max Georg Rossmann im Jahr 1909 in die Marienkapelle kam. Rossmanns unter den Kirchenfenstern angebrachte 14 Gemälde für den Kreuzweg kamen im Zuge der Umgestaltung auf den Speicher der Herz-Jesu-Kirche. Rossmanns Triptychon ging an das Kunstreferat des Bistums Würzburg und wurde dort bei der Einlagerung aus Platzgründen zerlegt. Das Triptychon, gemalt Öl auf Holz, ist im Kunstreferat des Bistums Würzburg unter der Inventar-Nummer Z-470a-c erfasst. Eine erste Abbildung fand sich im Jahr 1914 in der amtlichen Veröffentlichung Die Kunstdenkmäler von Bayern – Stadt Bad Kissingen und Bezirksamt Kissingen auf Tafel II. Die Abbildung ist schwarzweiß und etwas beschnitten. Laut der Veröffentlichung war das Triptychon 2,00 m × 1,40 m groß und befand sich an der Nordwand.
Laut Stadtheimatpfleger Peter Kaidel befand sich das Triptychon jedoch an der Südwand. Dieser Widerspruch lässt sich nach der Meinung von Stadtheimatpfleger Werner Eberth dadurch erklären, dass die Veröffentlichung von 1914, bei der man sich auf die Angaben eines Studienreferendars verlassen hat, an vielen Stellen grobe Fehler enthält. Goltzius’ Name war damals noch unbekannt; daher wurde sein Name lediglich mit „16 HS 04“ angegeben. Sein Bild wird als „koloristisch gute Arbeit“ gelobt.
Die erste Farbabbildung des Gemäldes findet sich in Franz Warmuths Pfarrchronik 100 Jahre Herz Jesu Pfarrei Bad Kissingen – Beitrag zur Geschichte der Pfarrei Bad Kissingen von 1984, allerdings auch hier etwas beschnitten. Im Gegensatz zu der Veröffentlichung von 1914 wird Hendrick Goltzius hier mit vollem Namen genannt.
Eine weitere Farbabbildung findet sich in der im Jahr 1998 erschienenen Druckreihe Mainfränkische Studien, Band 62, auf Seite 23 mit dem Titel der Studie: Das Rosenkranzbild des Meisters HS von 1604 in der Bad Kissinger Marienkapelle. Diese Publikation lässt jedoch die Erkenntnisse von Franz Warmuths Pfarrchronik von 1984 unberücksichtigt.
Pfarrer Oskar Pflüger lehnte bei der letzten Kirchenrenovierung vor einer Besprechung mit Domkapitular Dr. Lenssen den Vorschlag, die Werke von Max Georg Rossmann zu besichtigen, vorsichtshalber ab.
Laut den Nachforschungen von Stadtheimatpfleger Peter Kaidel ließ Pfarrer Josef Stürmer im Jahr 1954 den neugotischen Hauptaltar der Herz-Jesu-Stadtpfarrkirche entfernen. Er habe eine neue Liturgie vertreten und der offiziellen Kirche um 10 Jahre voraus gewesen, wobei der Altar gestört habe. Pfarrer Stürmer ließ lediglich den Tabernakel und das dahinter befindliche Marien-Bild stehen. Um das Jahr 1960 ließ er einen neuen Tabernakel aufstellen, und zwar erstmals vom Altar weg an der Ostmauer. Ein in den liturgischen Farben wechselbares Kreuz kam über den Altar.
Das barocke Bild kam an die Südseite der Marienkapelle. Als die Herz-Jesu-Stadtpfarrkirche im Jahr 2003 umgestaltet wurde, kam das Bild wieder hierher zurück und ersetzte einen früheren Seitenaltar von Max Rossmann im rechten Seitenschiff.